# Leonardo M. Hernández Mendoza
Leonardo M. Hernández Mendoza (Atotonilco el Grande, Hidalgo, 6 de noviembre de 1888-30 de agosto de 1966) fue un político mexicano, miembro del Partido Revolucionario Institucional (PRI). Fue en dos ocasiones diputado federal y en una senador por el estado de Hidalgo.

## Biografía
Realizó sus estudios básicos en su pueblo natal, dedicándose posteriormente a actividades ganaderas. Se unió a la Revolución Mexicana combatiendo bajo las órdenes de Gabriel Hernández, en 1913 apoyó a Venustiano Carranza en la lucha armada y realizó una amplia carrera como oficial que lo llevó a ser comandante de zona en Coahuila, Sonora, Hidalgo y Jalisco y llegaría a recibir el grado de general de División.
En 1923 fue elegido diputado a la XXVII Legislatura del Congreso del Estado de Hidalgo por el Distrito 15 local; pero no concluyó el cargo al ser a su vez elegido diputado federal por primera ocasión, representando al Distrito 3 de Hidalgo en la XXXI Legislatura de 1924 a 1926. También en 1923 fue jefe de las Defensas Sociales de Atotonilco el Grande. De 1927 a 1928 fue director de Bienestar Social del gobierno de Puebla bajo el gobernador Donato Bravo Izquierdo.
En 1940 fue elegido diputado federal por segunda ocasión, en esta ocasión por el Distrito 2 de Hidalgo, siendo elegido para la XXXVIII Legislatura de dicho año al de 1943. En esta legislatura ocupó los cargos de integrante de la Gran Comisión; y de las comisiones de Bienestar Social; y, de Vigilancia de la Contaduría Mayor de Hacienda.
En 1958 fue elegido senador en primera fórmula por el estado de Hidalgo, para el periodo de 1958 a 1964 y que correspondió a las Legislaturas XLIV y XLV. En estos periodos fue secretario de la comisión de Colonización; integrante de las comisiones 1a. de Defensa Nacional; 2a. de Minas; e, suplente en la comisión de Impuestos.
Falleció el día 30 de agosto de 1966.